# Burr (układanka)

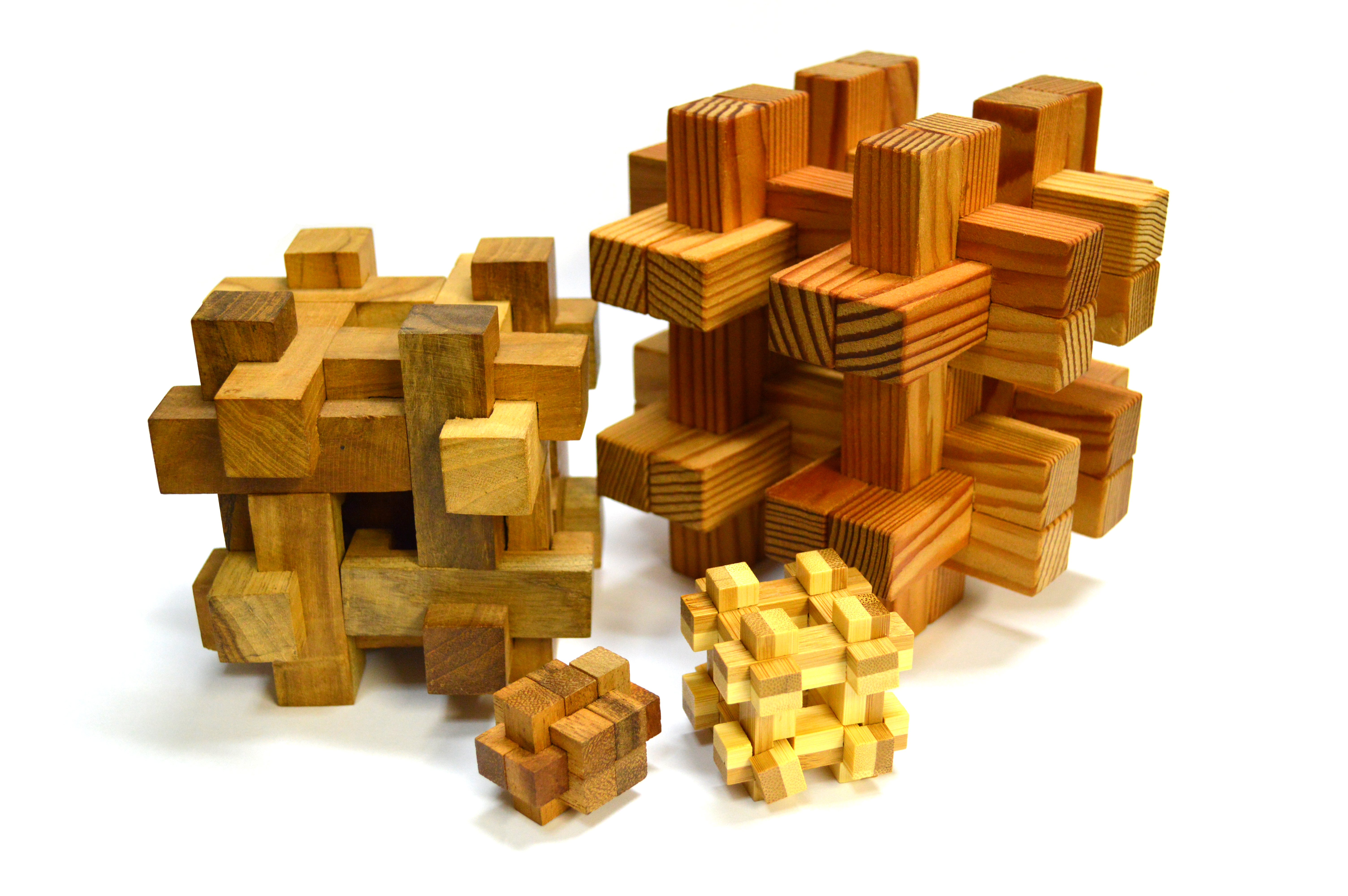
Różne odmiany układanek typu burr

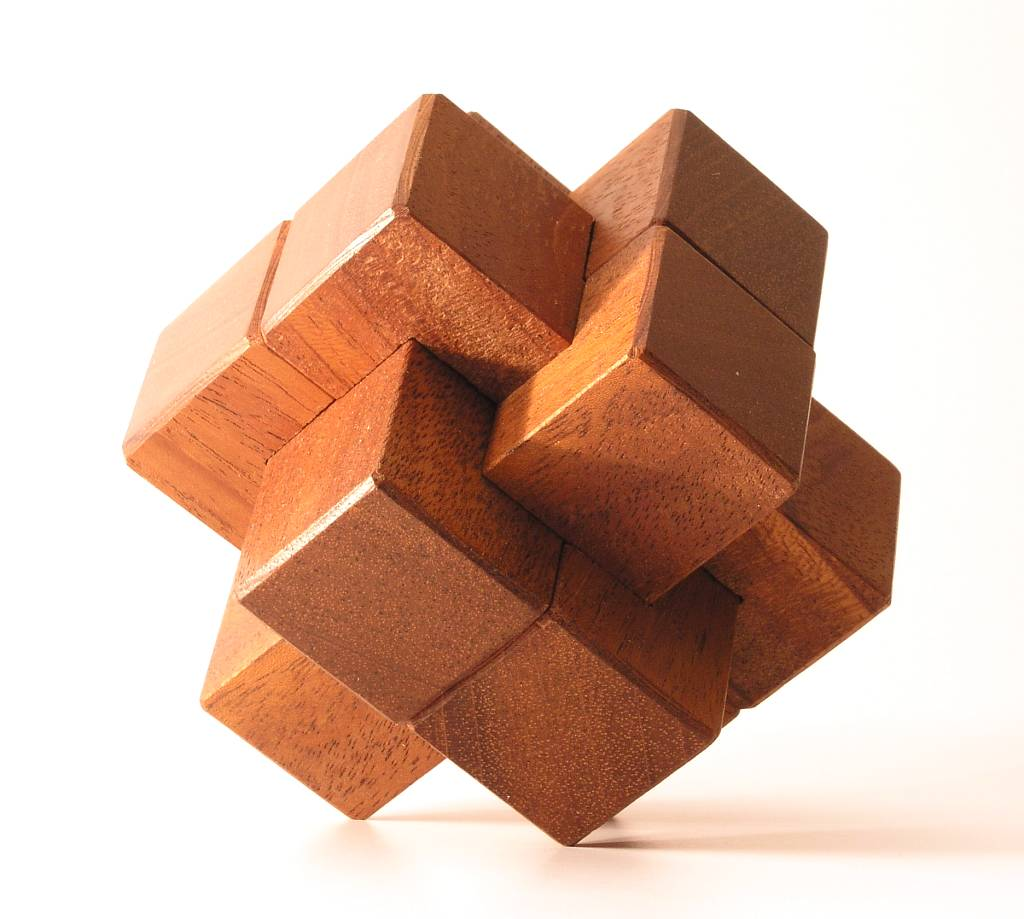
Krzyż mistrza

Burr – rodzina układanek logicznych składających się z trzech lub więcej części, należących do kategorii łamigłówek, które należy rozebrać, a następnie ponownie złożyć w całość.
Pochodzenie układanek nie jest znane, według jednej z teorii mogą wywodzić się z Chin. Najstarsza zachowana ilustracja układanki typu burr pochodzi z 1698 roku i została umieszczona w angielskiej Cyclopaedii. Swoją nazwę prawdopodobnie zawdzięczają podobieństwu do owoców łopianu (ang. burr).
Istnieje wiele odmian układanek typu burr o różnych stopniach trudności, które mogą się od siebie różnić ilością i kształtem części oraz ich wcięć. Najpopularniejszą jest tak zwany krzyż mistrza złożony z sześciu części. Najstarsza znana wzmianka na jego temat pochodzi z niemieckiego katalogu zabawek Bestelmeiera z 1803 roku.